# Комитет по вопросам независимости Грузии

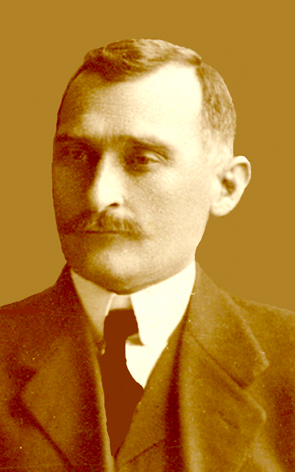
Котэ Андроникашвили, глава Комитета по вопросам независимости Грузии в 1923-1924 гг.

Комитет по вопросам независимости Грузии (груз. საქართველოს დამოუკიდებლობის კომიტეტი, также «Паритетный комитет») — подпольная антисоветская организация, действовавшая в Грузии в начале 1920-х годов. Комитет провел подготовку неудачного августовского восстания в 1924 году.

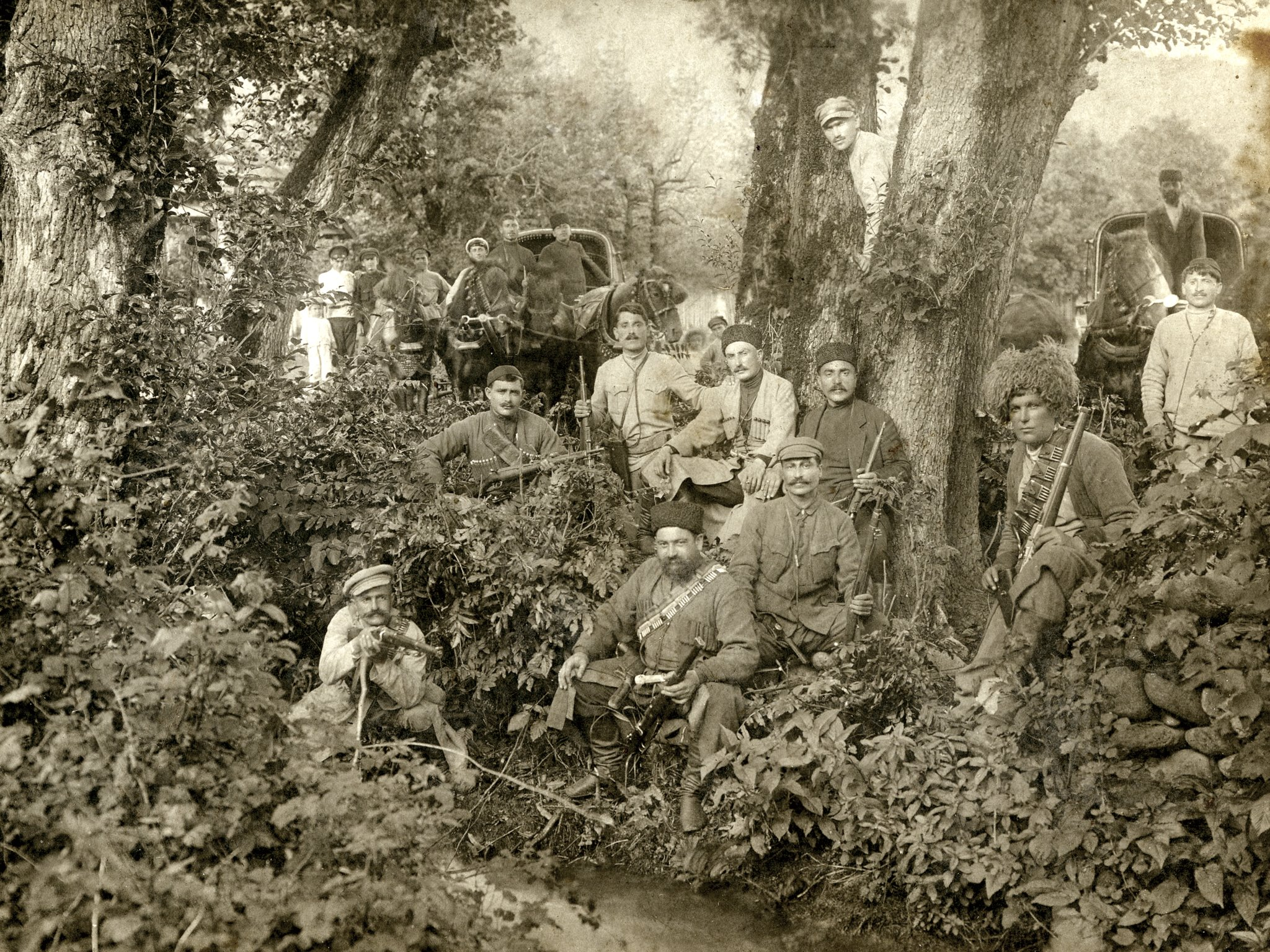
Руководители восстания.

Комитет был сформирован в начале мая 1922 года в результате переговоров грузинской Социал-демократической партии (меньшевиков), бывшей правящей партией, с прежней политической оппозицией — Национально-демократической партией, партией федералистов, эсеров и партией Схиви («Луч»). Каждая сторона была представлена одним членом в паритетном комитете (отсюда альтернативное название организации), в котором традиционно руководили меньшевики. Первого председателя Гогита Пагава вскоре заменил Николоз Карцивадзе, который, после ареста ЧК 16 марта 1923 года, был заменен на Котэ Андроникашвили. На протяжении своего существования, секретарем Комитета был Ясон Джавахишвили, член Национально-демократической партии.
Соглашения, принятые членами Комитета, предусматривали свержение большевистского режима через всенародное восстание, восстановление Грузинской демократической республики и формирования коалиционного правительства. Комитет поддерживал тесные контакты с правительством Грузии в изгнании и его «Константинопольским бюро». Комитет создал военный центр под председательством отставного генерала Котэ Абхази, который должен был провести подготовку народного восстания. Несколько членов бывшего меньшевистского правительства тайно вернулись из ссылки, в том числе бывший министр сельского хозяйства, Ной Хомерики и бывший командир Народной гвардии Валико Джугели.

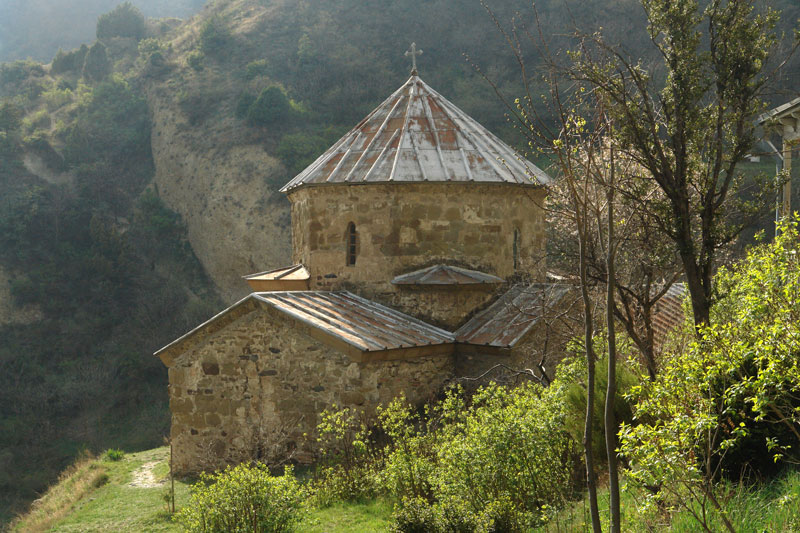
Шио-Мгвимский монастырь, храм Святого Иоанна Крестителя.

Грузинской ЧК с недавно назначенным заместителем начальника Лаврентием Берия удалось проникнуть в организацию и провести массовые аресты. Тяжелые потери грузинская оппозиция потерпела в феврале 1923 года, когда военный центр возглавил Котэ Мисабишвили, член Национально-демократической партии. Были арестованы пятнадцать членов военного центра, среди них руководители сопротивления: Котэ Абхази, Александр Андроникашвили, Варден Цулукидзе, полковник Георгий Химшиашвили, Симон Багратион-Мухранели, Элизбар Гулисашвили и Рустем Мусхелишвили, они были казнены 20 мая того же года. Также в руки ЧК попали Хомерики и Джугели, которые впоследствии были расстреляны. После некоторых колебаний, Комитет составил планы к всеобщему восстанию на 2:00 ночи 29 августа 1924 года. Однако в шахтерском городе Чиатура восстание подняли на день раньше, 28 августа.
Восстание продолжалось в течение трех недель в нескольких районах Грузии — преимущественно в западной части — и было подавлено силами Красной Армии и ЧК. Подавление восстания сопровождалось крупномасштабными репрессиями, в которых несколько тысяч человек были убиты. 4 сентября ЧК обнаружили Главный штаб повстанцев в монастыре Шиомгвиме, недалеко от города Мцхета и арестовали лидеров Комитета, в том числе его главу Андроникашвили. В тот же день Берия встретил их в Тбилиси и предложил издать декларацию с призывом к восставшим сложить оружие. Члены комитета перед лицом смерти приняли предложение при условии, что массовые расстрелы быть немедленно прекращены. Берия согласился и повстанцы подписали декларацию для того, чтобы положить конец кровопролитию. Однако, преследования не закончились и арестованные лидеры оппозиции сами вскоре были казнены. К середине сентября большая часть вооруженных отрядов Комитета была уничтожена.